# Greatest Hits (альбом Ramones)
Greatest Hits — альбом-компиляция лучших песен группы Ramones, вышедший в 2006 году.

## Список композиций
| №   | Название                                       | Автор(ы)                               | Альбом                  | Длительность |
| --- | ---------------------------------------------- | -------------------------------------- | ----------------------- | ------------ |
| 1.  | «Blitzkrieg Bop»                               | Томми Рамон, Ди Ди Рамон               | Ramones                 | 2:12         |
| 2.  | «Beat on the Brat»                             | Джоуи Рамон                            | Ramones                 | 2:32         |
| 3.  | «Judy Is a Punk»                               | Джоуи Рамон                            | Ramones                 | 1:32         |
| 4.  | «I Wanna Be Your Boyfriend»                    | Томми Рамон                            | Ramones                 | 2:26         |
| 5.  | «Sheena Is a Punk Rocker» (ABC Single Version) | Джоуи Рамон                            | Rocket to Russia        | 2:47         |
| 6.  | «Pinhead»                                      | Ди Ди Рамон                            | Leave Home              | 2:44         |
| 7.  | «Commando»                                     | Ди Ди Рамон                            | Leave Home              | 1:52         |
| 8.  | «Rockaway Beach»                               | Ди Ди Рамон                            | Rocket to Russia        | 2:06         |
| 9.  | «We’re a Happy Family»                         | Джоуи Рамон                            | Rocket to Russia        | 2:39         |
| 10. | «Cretin Hop»                                   | Томми Рамон, Ди Ди Рамон, Джонни Рамон | Rocket to Russia        | 1:55         |
| 11. | «Teenage Lobotomy»                             | Ди Ди Рамон                            | Rocket to Russia        | 2:01         |
| 12. | «I Wanna Be Sedated»                           | Джоуи Рамон                            | Road to Ruin            | 2:29         |
| 13. | «I Just Want to Have Something to Do»          | Джоуи Рамон                            | Road to Ruin            | 2:41         |
| 14. | «Rock’n’Roll High School» (Ed Stasium Mix)     | Джоуи Рамон                            | Rock’n’Roll High School | 2:19         |
| 15. | «Baby, I Love You» (кавер-версия The Ronettes) | Фил Спектор, Джефф Барри, Элли Гринвич | End of the Century      | 3:44         |
| 16. | «Do You Remember Rock’n’Roll Radio?»           | Джоуи Рамон                            | End of the Century      | 3:49         |
| 17. | «The KKK Took My Baby Away»                    | Джоуи Рамон                            | Pleasant Dreams         | 2:30         |
| 18. | «Outsider»                                     | Ди Ди Рамон                            | Subterranean Jungle     | 2:10         |
| 19. | «Pet Sematary»                                 | Ди Ди Рамон, Дэниел Рей                | Brain Drain             | 3:32         |
| 20. | «Wart Hog»                                     | Ди Ди Рамон, Джонни Рамон              | Too Tough to Die        | 1:54         |

## Сертификации
| Регион                                                                      | Сертификация | Продажи |
| --------------------------------------------------------------------------- | ------------ | ------- |
| Великобритания (BPI)                                                        | Золотой      | 100 000 |
| Данные о продажах + прослушиваниях приведены только на основе сертификации. |              |         |